# أريا تشارتس

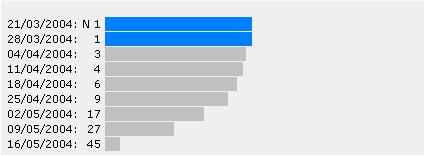
ترتيب أغنية بريتني سبيرزعلى قائمة أريا تشارتس لأفضل 50 أغنية.

قائمة أريا تشارتس (بالإنجليزية: ARIA Charts)‏ وهي قائمة أغاني يعرض فيها أفضل التسجيلات الموسيقية من الأغاني والألبومات في أستراليا كل أسبوع، ويقوم اتحاد أستراليا لصناعة التسجيلات بالإشراف عليها. تسجل هذه القائمة أعلى الأغاني مبيعا في مختلف الأصناف الموسيقية في أستراليا. أصبحت قائمة أريا هي الرسمية بين قوائم الموسيقى في أستراليا في يونيو 1988، وخلفت تقرير كينت الموسيقي الذي كان هو التقرير الوطني في أستراليا منذ عام 1974.

## وصلات خارجية
- الموقع الرسمي